# Zaraguij
Zaraguij (en russe : Зараги́ж, en kabarde : Зэрэгъыж) est un village du raïon du Tcherek de la Kabardino-Balkarie, en Russie. Sa population s'élevait à 1 788 habitants en 2023.

## Géographie
Zaraguij est située dans la république de Kabardino-Balkarie, un sujet de Ciscaucasie de la Russie. Le village se trouve dans le district fédéral du Caucase du Nord. Zaraguij est l'une des localités du raïon du Tcherek, une subdivision de la république dont le centre administratif est le village de Kachkhataou. Le village forme l'établissement rural de Zaraguij, une municipalité dont il est la seule localité.

## Démographie
Recensements (*) et estimations de la population:
| 2002 * | 2010* | 2021* | 2023  | - |
| ------ | ----- | ----- | ----- | - |
| 1 685  | 1 684 | 1 772 | 1 788 | - |